# شناقی علیا
شناقی علیا روستایی در دهستان قوشخانه پایین بخش قوشخانه شهرستان شیروان استان خراسان شمالی ایران است.این روستا به دلیل دارا بودن منابع طبیعی مانند سنگ مرّین و شن شسته و همچنین گنجینه های مربوط به تمدن ایلکانی جزو میراث طبیعی ثبت شده در یونسکو میباشد. از افراد شاخص این روستا میتوان بهدکتر فاطمه محمدی ، دکتر هادی صادقی نژاد و مهتاب سعادتی اشاره کرد

## جمعیت
بر پایه سرشماری عمومی نفوس و مسکن در سال ۱۳۹۵ جمعیت این مکان ۸۵ نفر (۲۱خانوار) بوده‌است.